# Nerettia cuneese
La nerettia cuneese  est un cépage italien de raisins noirs.

## Origine et répartition géographique
Elle  provient du nord de l’Italie où elle est cultivée très anciennement. Voir aussi le cultivar Neyret en Vallée d'Aoste.
Elle est classée cépage d'appoint en DOC Valsusa. Elle est classée recommandée en province de Cuneo, province de Turin en région du Piémont. En 1998, elle couvrait 533 ha. 

## Caractères ampélographiques
- Extrémité du jeune rameau duveteux, vert clair avec des reflets rougeâtres.
- Jeunes feuilles duveteuses, à plages jaunâtres.
- Feuilles adultes, à 3 lobes (rarement 5 lobes) avec des sinus supérieurs en lyre fermée moyennement profonds, un sinus pétiolaire en U ou en V, des dents ogivales, moyennes, en deux séries, un limbe aranéeux.

## Aptitudes culturales
La maturité est de troisième époque tardive : 35 jours après le chasselas.

## Potentiel technologique
Les grappes  sont  grandes et les baies sont de taille moyenne. La grappe est conique, ailée et assez compacte. Le cépage vigureux est très fertile dans les terres fraîches de la province de Saluces où il est appelé la vite dell uomo povero (la vigne de l'homme pauvre).
Les raisins sont généralement vinifiés en mélange avec ceux des cépages barbera, dolcetto, freisa et nebbiolo.

## Synonymes
La nerettia cuneese est connue sous les noms de anré, costiola, costigliola d'Albese, costigliola di Bra, neiretta, neiretta del Cuneese, neiretta del Monregalese,  neiretta di Castigliole, neiretta di Saluzzo,  neiretto, neretta, neretta di Castigliole, neretto, uvalino, uva d'Incisa.